# Кам'яниця «Під павуком»
Кам'яниця «Під павуком» — багатоквартирний будинок, розташований у Кракові на вул. Кармелицькій, 35, на розі з вул. Баторія, на Піску .
Це власний будинок Таловського, який спроектував його в 1889 році і в тому ж році вніс деякі зміни до нього (наприклад, він додав вежу на розі) . Рік побудови (також 1889) вказує дата, розміщена на верхній частині кам'яниці, цифри якої розділені барельєфом сонця. Кам'яниця належить до першого етапу творчості Таловського (1885-95), в якому архітектор створив чи не найоригінальніші твори, а саме кам'яниці в Кракові, справедливо вважаються квінтесенцією «Таловщини» . Роботи цього періоду, зокрема кам'яниця «Під павуком», характеризуються використанням патинованих деталей із цегли та каменю, історичних елементів, широкого орнаменту, асиметрії та експресії.
Кам'яниця триповерхова, неправильного плану, зумовленого формою ділянки, зі зрізаним кутом . Планування приміщень кам'яниці переважно одноярусне та анфіладне . Фасади виконано з темно-червоної клінкерної цегли, зендровки та звичайної цегли, а деталі та орнаменти — з білого каменю, що створює ефект різноманітності кольорів.
Фасади плоскі, без архітектурних членень, увінчані зубцями, аттикою, двосхилими та розрізненими еркером, наріжною вежею та оздобленням. Наріжну чотиригранну башточку увінчує мініатюра круглої вежі, стилізована під середньовіччя. Кам'яниця має два поверхи. Фасад від вул. Баторего має характер неприступного, небезпечного оборонного замку, дещо видозміненого (різні типи цегли, аттик за зразком Суконних рядів, вставлений між «старішими», нео-середньовічними зубцями) [1] З цього боку все увінчано готичним, цегляним фронтоном, біля якого на горищі стоїть горгулья .
Фасад від вул. Кармелицької асиметричний, увінчаний фронтоном (аттиком) голландського типу. Фронтони починаються вже на висоті першого поверху (праворуч), що створює враження взаємопроникнення фронтону з площиною фасаду. Між волютами — аттика, у верхній частині фронтону є круглий отвір з павуком у павутині, нижче вже згадана дата будівництва із зображенням сонця та сонячного годинника . Під карнизом з лівого боку фронтону є напис: «Феціт Теодор Таловський і крилатий дракон».
На рівні першого поверху розташований маньєристичний еркер з вікном, обрамленим двома пілястрами, на які спираються антаблемент і карниз. На антаблементі напис: «Si Deus nobiscum quis contra nos» («Якщо Бог за нас, то хто проти нас») — такий же напис є на порталі воріт, що ведуть у двір Вавельського замку . У нижній частині еркера зображено крилатий сонячний диск (єгипетський солярний символ) із двома пташиними головами.
За словами Войцеха Балуса, павук, який має багато значень, у цьому випадку не може бути пов'язаний із символікою творчості, алегорією почуття чи легендою про ткача, який мав сховати Владислава Локєтка від загарбників (останній зв'язок запропонував Міхал Рожек). За словами Балуса, павук тут має асоціюватися з часом (адже павутина — це створіння, що швидко минає, з'являється на руїнах, де вмирає життя; на фасаді — сонячний годинник, а стіни ніби старі). Посилаючись на речення з еркера («Si Deus nobiscum…»), перефразовуючи слова св. Павла з Послання до Римлян (Рим. 8, 31) цей дослідник запропонував таке тлумачення програми кам'яниці: Лише Світло — Бог-Світло — може розплутати ілюзії павутиння і витягти людину з плетені щільно обволікаючої павутини. Тільки Бог- Сонце може показати, що не «opera vana» визначає людську долю. І щоб він не надто довіряв собі та власним минущим творінням ".
У 2000 році було завершено ремонт парадного фасаду кам'яниці , під час якого було навмисно оголено запроваджену архітектором різноманітність цегляних кольорів (щоб будинок виглядав переробленим).

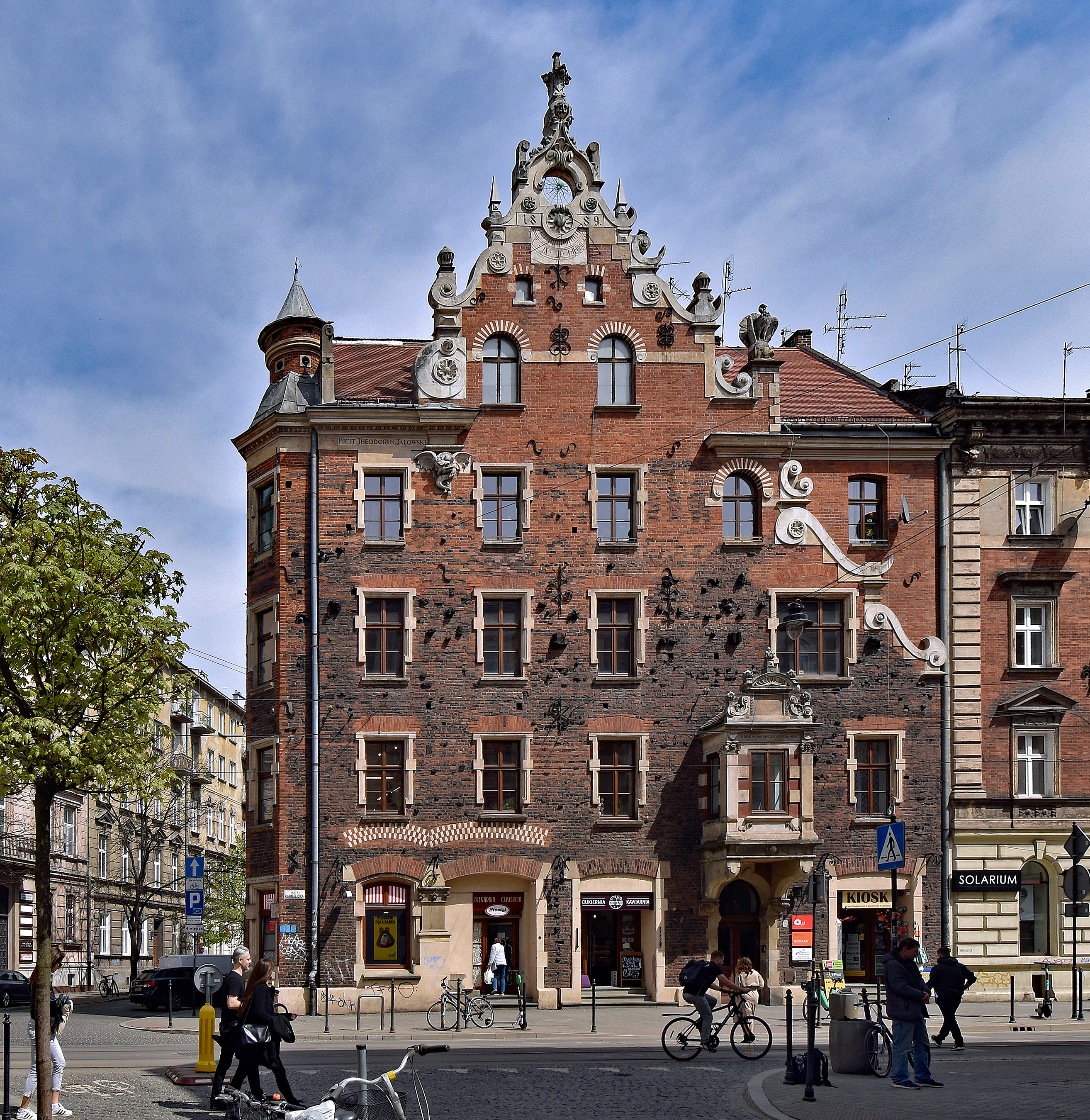
З висоти вигляд від вул. Кармелицької
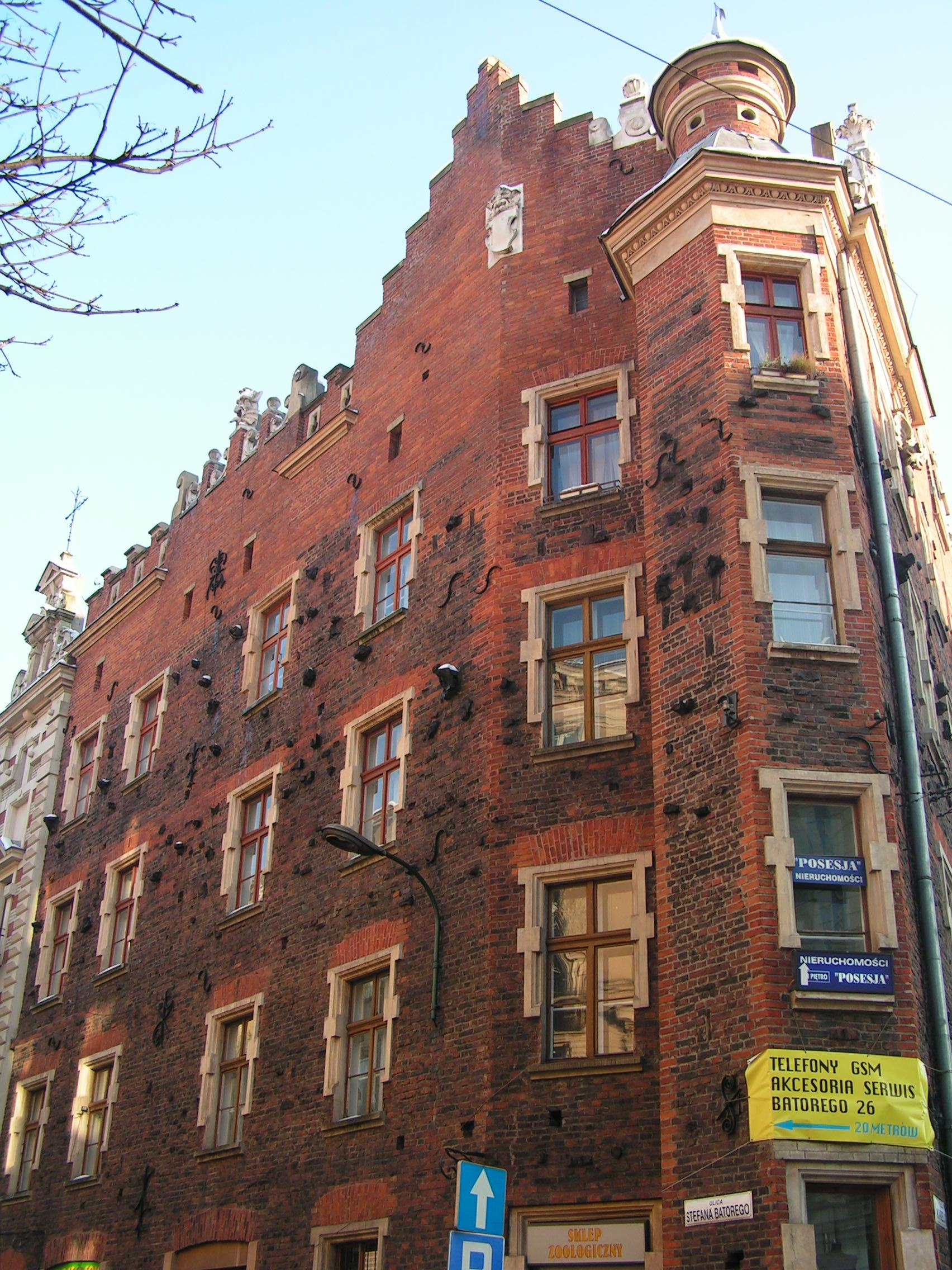
З висоти вигляд від вул. Баторего
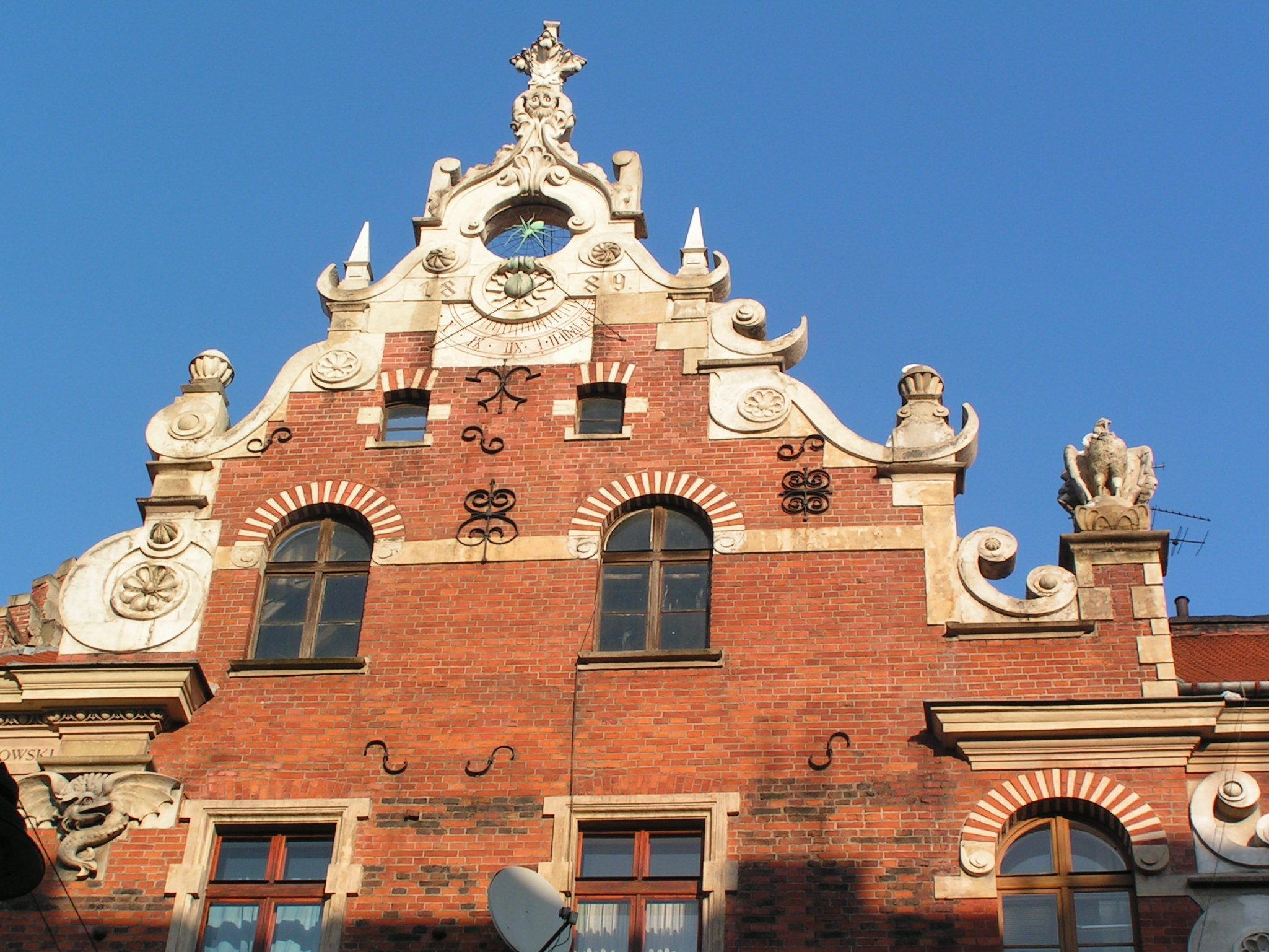
Вид зверху від вул. Кармелицької
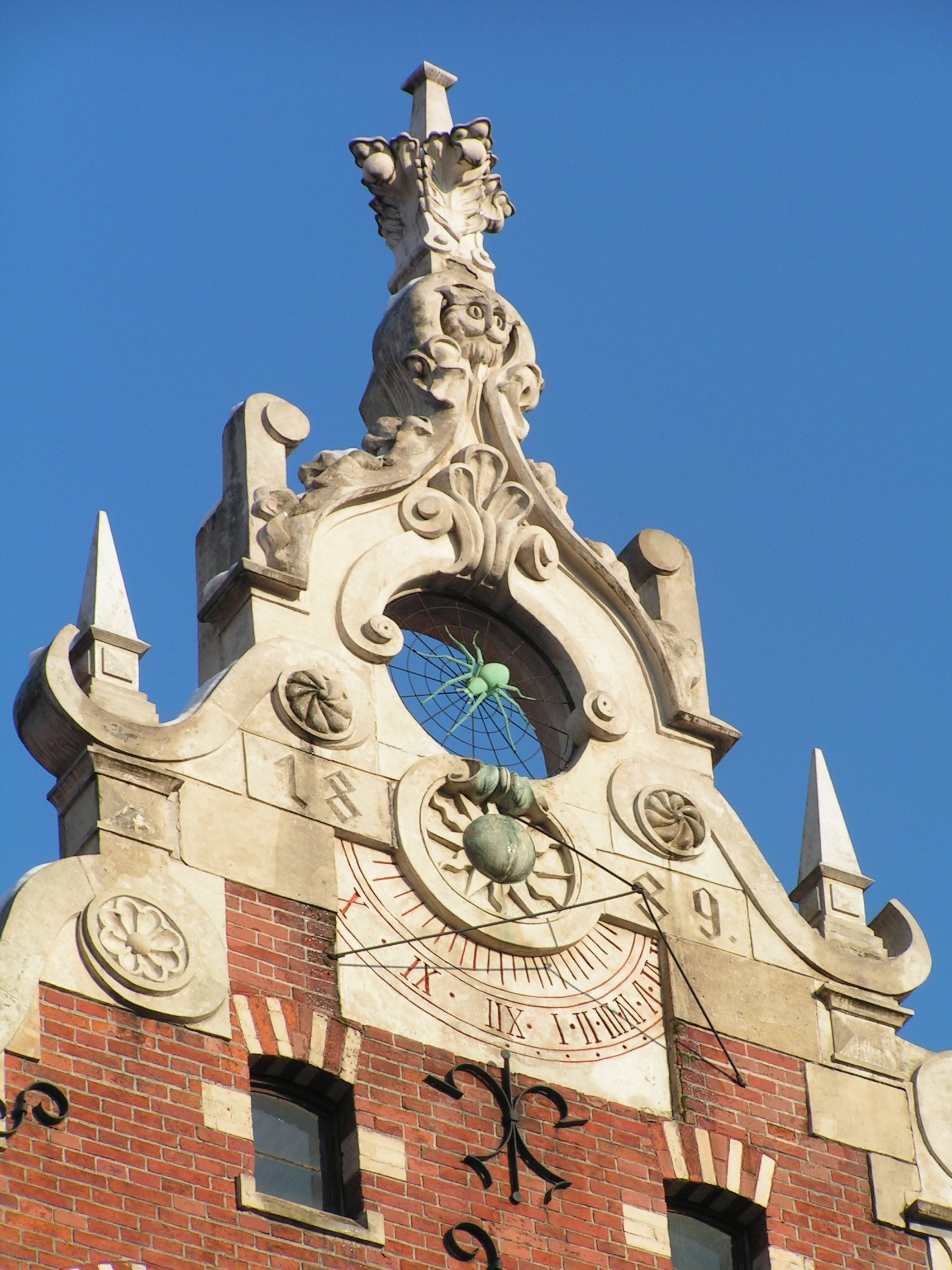
Деталь наконечника з павуком, сонцем і сонячним годинником
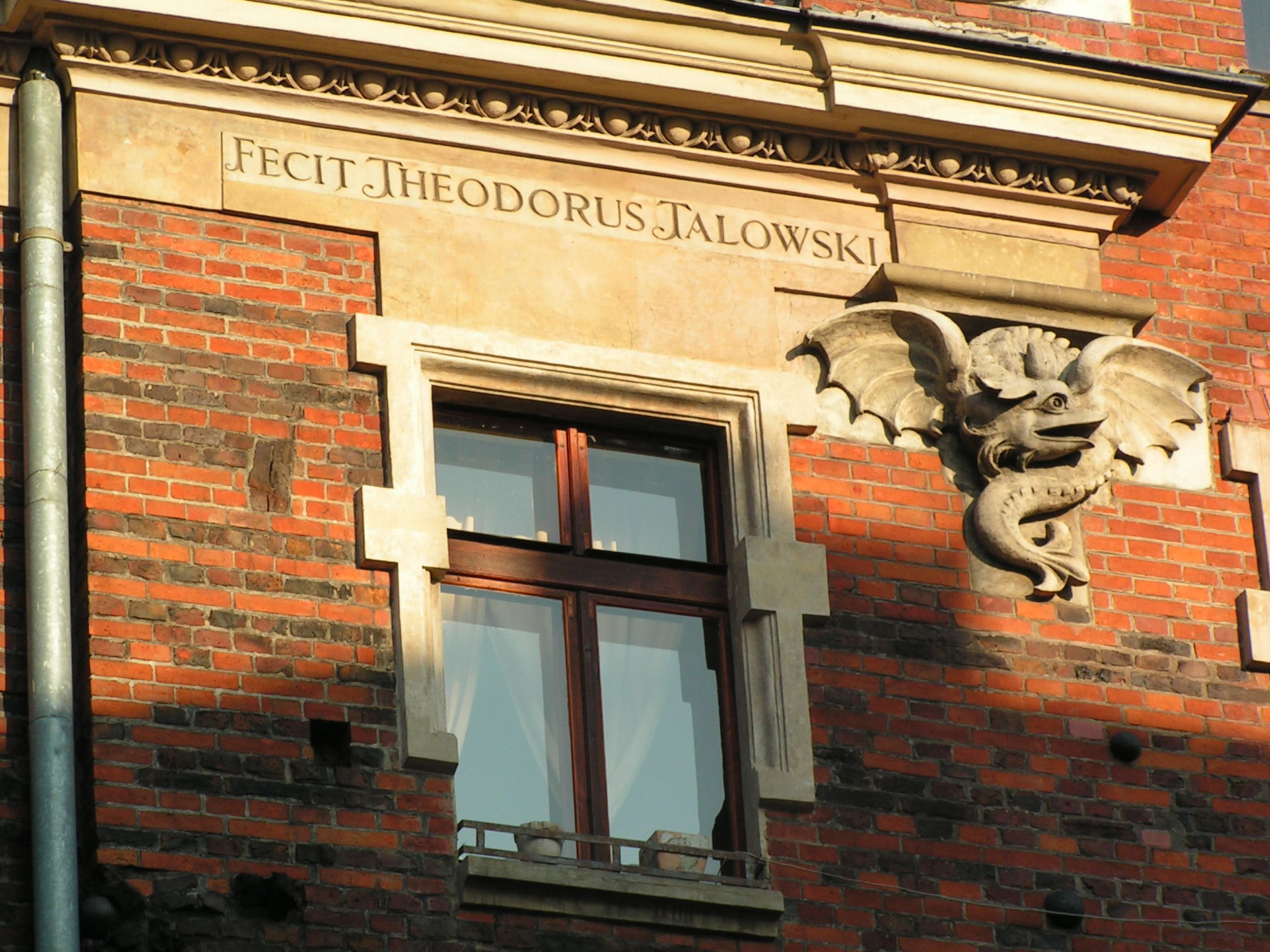
Фрагмент антаблементу від вул. Кармеліцької - крилатий дракон і напис "Fecit Theodorus Talowski"
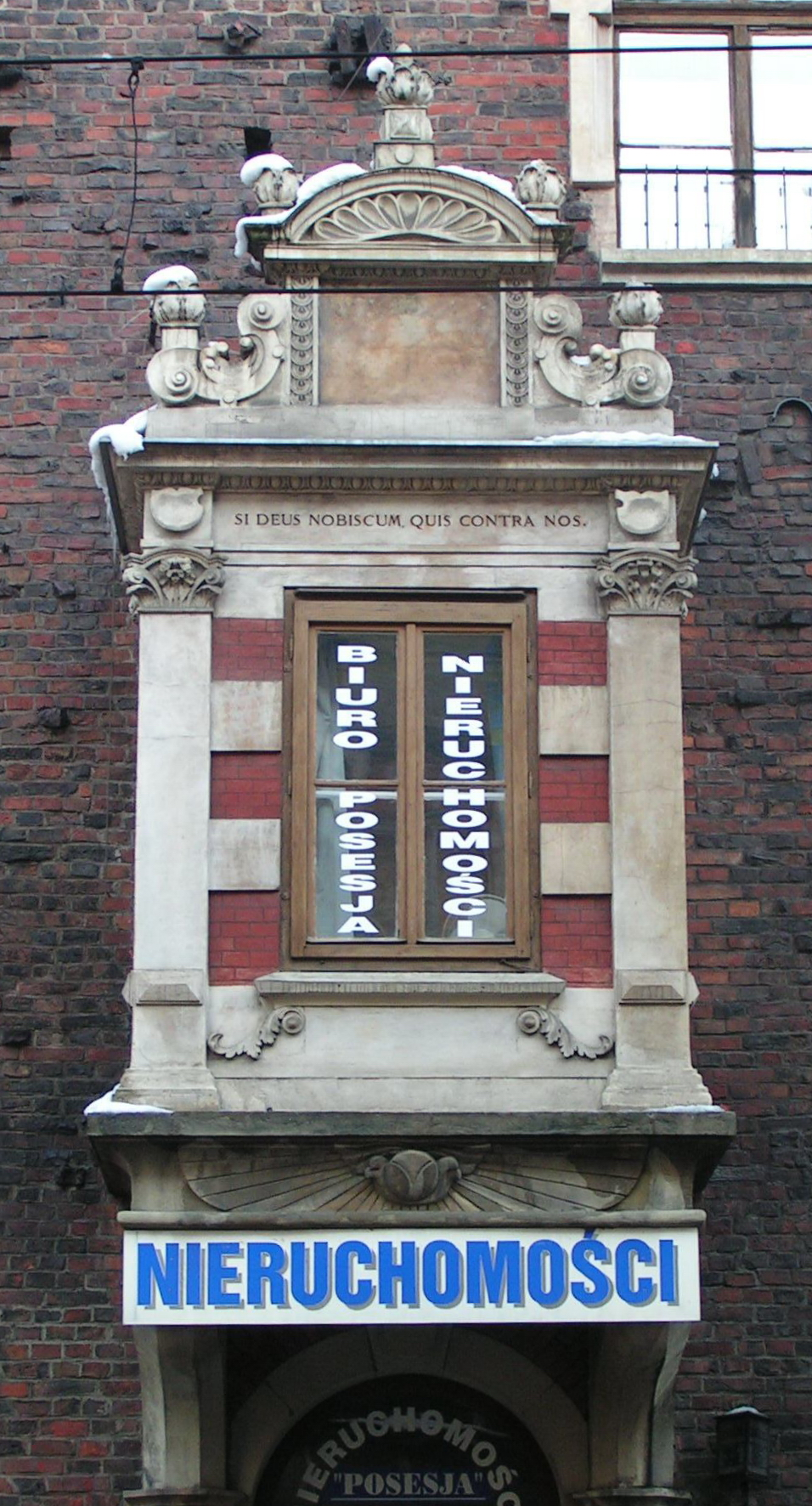
Амблемент
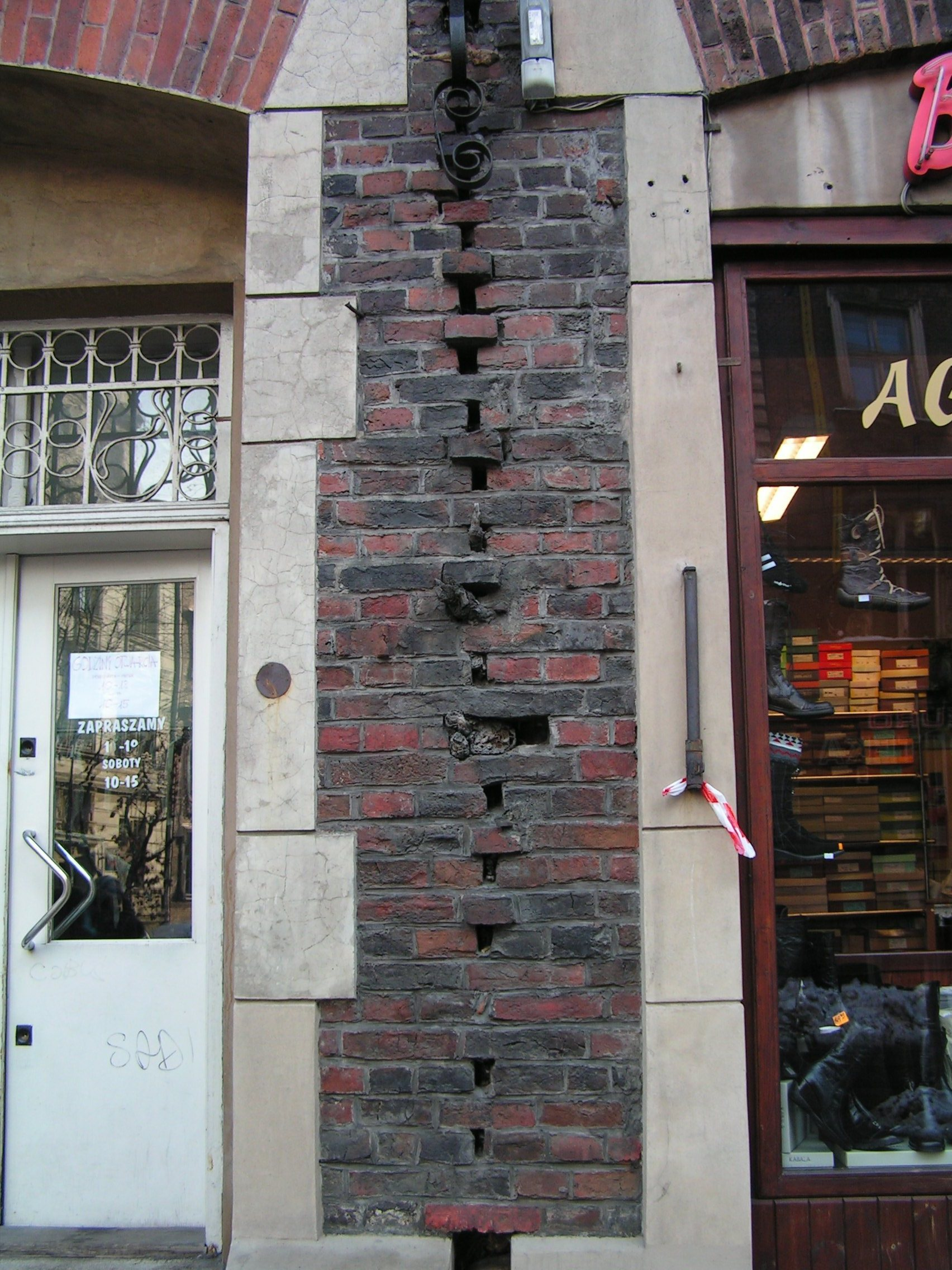
Канал, що дозволяє дикій лозі рости над фасадом

## Виноски
1. ↑  W. Bałus, Dom — przybytek — «nastrój dawności». O kilku kamienicach Teodora Talowskiego, [w:] Klejnoty i sekrety Krakowa, Kraków 1994, s. 216.
2. ↑  W. Bałus, Historyzm, analogiczność, malowniczość. Rozważania o centralnych kategoriach twórczości Teodora Talowskiego (1857—1910), «Folia Historiae Artium», T. XXIV (1988), s. 123.
3. ↑  Z. Beiersdorf, Architekt Teodor Talowski. Charakterystyka twórczości, [w:] Sztuka 2 połowy XIX wieku, Warszawa 1973, s. 205.
4. ↑  W. Bałus, Dom — przybytek — «nastrój dawności». O kilku kamienicach Teodora Talowskiego, [w:] Klejnoty i sekrety Krakowa, Kraków 1994, s. 219.
5. ↑  Z. Beiersdorf, Architekt Teodor Talowski. Charakterystyka twórczości, [w:] Sztuka 2 połowy XIX wieku, Warszawa 1973, s. 205—206.
6. ↑  W. Bałus, Dom — przybytek — «nastrój dawności». O kilku kamienicach Teodora Talowskiego, [w:] Klejnoty i sekrety Krakowa, Kraków 1994, s. 217.
7. ↑  W. Bałus, Dom — przybytek — «nastrój dawności». O kilku kamienicach Teodora Talowskiego, [w:] Klejnoty i sekrety Krakowa, Kraków 1994, s. 218.
8. ↑  Taką sugestię podał M. Rożek w publikacji Mistyczny Kraków, Kraków 1991. Zobacz: W. Bałus, Dom — przybytek — «nastrój dawności». O kilku kamienicach Teodora Talowskiego, [w:] Klejnoty i sekrety Krakowa, Kraków 1994, s. 225.
9. ↑  W. Bałus, Dom — przybytek — «nastrój dawności». O kilku kamienicach Teodora Talowskiego, [w:] Klejnoty i sekrety Krakowa, Kraków 1994, s. 223—226.
10. ↑  Obiekty finansowane z Narodowego Funduszu Rewaloryzacji Zabytków Krakowa w roku 2000, «Biuletyn Społecznego Komitetu Odnowy Zabytków Krakowa», nr 47, 2001, s. 38.